# Antonin Duraffour
Antonin Duraffour (* 4. Juni 1879 in Le Plantay, Département Ain; † 1. Dezember 1956 in Saint-Égrève) war ein französischer Romanist und Dialektologe.

## Leben und Werk
Duraffour verbrachte seine Kindheit in Vaux-en-Bugey und besuchte das Gymnasium in Bourg-en-Bresse. Er studierte in Paris zuerst Germanistik, bestand 1894 die Agrégation und war Gymnasiallehrer in Gap und Avignon. Ab 1920 lehrte er an der Universität Grenoble, zuerst als Chargé de cours,  und gründete  das Institut für Phonetik mit dem Schwerpunkt Dialektologie. 1932  habilitierte er sich  in Paris mit den beiden Thèses Phénomènes généraux d'évolution phonétique dans les dialectes franco-provençaux d'après le parler de Vaux-en-Bugey (Ain) (Grenoble 1932) und Description morphologique avec notes syntaxiques du parler franco-provençal de Vaux (Ain) en 1919-1931 (Grenoble 1932) und wurde Professor an der Universität Grenoble. Dort war sein bedeutendster Schüler Pierre Gardette. Von 1935 bis 1939 war er Mitherausgeber der Zeitschrift Revue de linguistique romane. Von 1936 bis 1939 hatte er Algirdas Julien Greimas zum Schüler.

## Weitere Werke
- Matériaux phonétiques et lexicologiques pour servir à l’histoire du parler de Vaux-en-Bugey (Ain). Grenoble 1930
- mit André Devaux & Pierre Gardette: Les patois du Dauphiné. Lyon 1935
- mit André Devaux & Pierre Gardette: Dictionnaire des patois des Terres Froides. Mâcon 1935
- mit André Devaux & Pierre Gardette: Atlas linguistique des Terres Froides. Lyon 1935
- Lexique patois-français du parler de Vaux-en-Bugey (Ain), 1919-1940. 2 Bde. Grenoble 1941–1942
- (postum): Glossaire des patois francoprovençaux. Hrsg. von Laure Malapert und Marguerite Gonon, u. d. L. von Pierre Gardette. Paris 1969